# Eishockey-Oberliga 1950/51
Die Saison 1950/51 der Eishockey-Oberliga war die dritte Spielzeit der höchsten westdeutschen Eishockeyliga. Deutscher Meister wurde Preussen Krefeld, das damit seine erste und einzige Meisterschaft gewinnen konnte. Da die Spielklasse zur folgenden Saison wieder auf acht Mannschaften abgestockt werden sollte, stiegen neben den sportlichen Absteigern EV Tegernsee und Berliner Schlittschuhclub auch der HTHC Hamburg und der WSV Braunlage aus der Oberliga ab.

## Voraussetzungen

### Teilnehmer
| Gruppe Nord - Berliner SC (Aufsteiger, Meister Landesliga Berlin) - WSV Braunlage (Aufsteiger, Meister Landesliga Niedersachsen) - Düsseldorfer EG (Aufsteiger, Meister Landesliga NRW) - HTHC Hamburg (Aufsteiger, Meister Landesliga Hamburg) | Gruppe West - VfL Bad Nauheim - Kölner EK - Krefelder EV - Preussen Krefeld | Gruppe Süd - EC Bad Tölz (Aufsteiger, Meister Landesliga Bayern) - EV Füssen - SC Riessersee (Titelverteidiger) - EV Tegernsee |

### Modus
Zunächst spielten die zwölf Teilnehmer eine Vorrunde in Form einer Einfachrunde in den Gruppen Süd, West und Nord aus. Anschließend wurde eine Finalrunde mit fünf Mannschaften ausgetragen, für die sich die Erst- und Zweitplatzierten der Gruppen West und Süd direkt qualifizierten. Der letzte verbleibende Startplatz wurde zwischen dem Sieger der Gruppe Nord und den Drittplatzierten der Gruppen West und Süd ausgespielt.
In der Gruppe West gab es keinen Absteiger, der Letztplatzierte der Gruppe Nord stieg direkt aus der Oberliga ab. Die beiden Letztplatzierten der Gruppe Süd mussten in einem Relegationsspiel gegeneinander antreten. Da die Gruppen Nord und West im Zuge der Abstockung der Liga zur folgenden Spielzeit  zusammengelegt wurden, mussten schließlich auch der Zweit- und Drittplatzierte der spielerisch schwächsten Gruppe Nord absteigen.

## Vorrunde

### Nord
|    | Klub                      | Sp | S | U | N | Tore  | Punkte |
| -- | ------------------------- | -- | - | - | - | ----- | ------ |
| 1. | Düsseldorfer EG           | 6  | 6 | 0 | 0 | 84:04 | 12:0   |
| 2. | HTHC Hamburg              | 4  | 2 | 0 | 2 | 09:14 | 04:04  |
| 3. | WSV Braunlage             | 2  | 0 | 0 | 2 | 00:41 | 00:04  |
| 4. | Berliner Schlittschuhclub | 4  | 0 | 0 | 4 | 08:42 | 00:08  |

Abkürzungen: Sp = Spiele, S = Siege, U = Unentschieden, N = Niederlagen
Erläuterungen: Qualifikationsspiele zur Finalrunde, Abstieg
Fehlende Spiele wurden nicht ausgetragen.

### West
|    | Klub             | Sp | S | U | N | Tore  | Punkte |
| -- | ---------------- | -- | - | - | - | ----- | ------ |
| 1. | Preussen Krefeld | 6  | 6 | 0 | 0 | 50:07 | 12:0   |
| 2. | VfL Bad Nauheim  | 6  | 4 | 0 | 2 | 42:23 | 08:04  |
| 3. | Krefelder EV     | 6  | 2 | 0 | 4 | 30:38 | 04:08  |
| 4. | Kölner EK        | 6  | 0 | 0 | 6 | 06:60 | 00:12  |

Abkürzungen: Sp = Spiele, S = Siege, U = Unentschieden, N = Niederlagen
Erläuterungen: Finalrunde, Qualifikationsspiele zur Finalrunde, Abstieg

### Süd
|    | Klub          | Sp | S | U | N | Tore  | Punkte |
| -- | ------------- | -- | - | - | - | ----- | ------ |
| 1. | EV Füssen     | 6  | 5 | 1 | 0 | 61:14 | 11:01  |
| 2. | SC Riessersee | 6  | 4 | 1 | 1 | 55:16 | 09:03  |
| 3. | EC Bad Tölz   | 6  | 1 | 0 | 5 | 28:53 | 02:10  |
| 4. | EV Tegernsee  | 6  | 1 | 0 | 5 | 12:73 | 02:10  |

Abkürzungen: Sp = Spiele, S = Siege, U = Unentschieden, N = Niederlagen
Erläuterungen: Finalrunde, Qualifikationsspiele zur Finalrunde, Relegation

## Qualifikationsspiele zur Finalrunde
Dritter Süd gegen Dritter West
- EC Bad Tölz – Krefelder EV  2:3

Sieger Nord gegen Sieger Dritte
- Krefelder EV – Düsseldorfer EG 5:2

## Finalrunde
|    | Klub             | Sp | S | U | N | Tore  | Punkte |
| -- | ---------------- | -- | - | - | - | ----- | ------ |
| 1. | Preussen Krefeld | 8  | 8 | 0 | 0 | 60:22 | 16:0   |
| 2. | EV Füssen        | 8  | 6 | 0 | 2 | 50:26 | 12:04  |
| 3. | SC Riessersee    | 8  | 2 | 2 | 4 | 36:48 | 06:10  |
| 4. | VfL Bad Nauheim  | 8  | 2 | 2 | 4 | 23:38 | 06:10  |
| 5. | Krefelder EV     | 8  | 0 | 0 | 8 | 24:59 | 00:16  |

Abkürzungen: Sp = Spiele, S = Siege, U = Unentschieden, N = Niederlagen

## Kader des Deutschen Meisters
| Deutscher Meister Preussen Krefeld | Heinz Wackers, Hans Lembeck, Herbert Ulrich, Gösta Johansson, Georg Kowarik, Walter Kremershof, Günter Jochems, Fred Nieder, Otto Brandenburg, Herbert Schibukat, Ēriks Koņeckis, Rudi Weide |

## Relegation Süd
In der Runde der Landesligameister aus Bayern, Baden und Württemberg setzte sich der bayerische Vertreter EV Rosenheim durch. Er trat in der Relegation gegen den Letzten der Gruppe Süd an:
- EV Rosenheim – EV Tegernsee 2:0